# Ковница новца
Ковница је индустријски погон који производи кованице које се могу користити као валута. 
Историја ковница је у корелацији са историјом кованица. У почетку је ковање чекићем или изливање кованица био главни начин ковања новчића, а резултирајућа производња је износила стотине или хиљаде новчића. У модерним ковницама, кованице се производе у  милијардама примерака.   

## Историја

### Први ковани новчићи
Најранији метални новац није се састојао од кованица, већ од некованог метала у облику прстенова и других украса или оружја, које су хиљадама година користиле египатска, халдејска и асирска царства. Најбољи метали за ковање су злато, сребро, платина, бакар, калај, никл, алуминијум, цинк, гвожђе и њихове легуре; одређене легуре злата, сребра, бакра и никла имају најбољу комбинацију потребних квалитета.  
Прва ковница је вероватно успостављена у Лидији у 7. веку пре нове ере, за ковање злата, сребра и електрума. Лидијска иновација произведених кованица под влашћу државе проширила се и на суседну Грчку, где су бројни градови-државе производиле властите кованице. Неке од најранијих грчких ковница биле су унутар градова-држава на грчким острвима, попут Крита; ковница је постојала у древном граду Кидонија на Криту бар још у петом веку пре нове ере. 
Отприлике у исто време, кованице и ковнице појавиле су се независно у Кини и прошириле су се на Кореју и Јапан. Производња кованица у Римском царству, датира из око 3. века пре нове ере, значајно је утицала на каснији развој ковања кованица у Европи. У доба Републике новац је кован само у Риму, а у периоду грађанских ратова, и у покретним ковницама у војним логорима. Са појавом Октавијана Августа производња прелази под његову контролу, осим бронзаног новца која је остала под надлежношћу Сената. Отварање нових ковница постаје масовна појава у току варварских инвазија. Ознаке ковница на наличју се појављују, први пут, у доба владавине Галијена (218-268).

### Рана технологија ковања
Древни новчићи израђивани су уливањем у калупе или ударцима између угравираних клипова. Римљани су изливали своје веће бакарне кованице у глиненим калупима са карактеристичним ознакама. Ливење сада користе само фалсификатори. 
- Пећ за производњу топљеног метала за производњу новчића.
- Млин за производњу 'брушених' кованица са обе матрице.
- Млин за уписивање или глодање ивица новчића или плоча.
- Римски денариус, издао Т. Царисиус (46 година пре нове ере).

### Индустријско ковање
Индустријске технике и водену пару увео је за производњу новчића Метју Болтон у Бирмингему 1788. године. До 1786. године две трећине новца у оптицају у Британији су биле фалсификоване, а Краљевска ковница је одговорила на ову кризу затварањем, погоршавајући ситуацију. 
Болтон је коначно добио уговор од стране Краљевске ковнице 3. марта 1797. године, након што је национална финансијска криза достигла врхунац када је Банка Енглеске суспендовала конвертибилност својих новчаница за злато. Кованице од два пенија биле су тачно инч и по у пречнику; 16 пенија поређаних достигло би две стопе дужине.
Између 1817. и 1830. немачки инжењер Дитрих Улхорн изумео је Presse Monétaire, пресу која је постала позната као Улхорн преса. Његова преса на пару учинила га је међународно познатим, а до 1840. продато их је више од 500. Напредна конструкција Улхорн пресе показала се врло задовољавајућом и употреба вијчане пресе постепено је елиминисана.
Ова нова технологија коришћена је у Бирмингемској ковници, највећој приватној ковници на свету током већег дела 19. века, а додатно је побољшана код Тејлора и Чалена који су почели да испоручују комплетну опрему за ковнице националним ковницама широм света, као што је нпр. Сиднеј ковница, Аустралија.
Од раног 20. века, ковнице користе електричну енергију за покретање ваљака преса. 

## Ковница у Београду
Ковница је наменски грађена у Београду од 1927. до 1929. године, а на иницијативу Краљевине СХС. Званично се назива Завод за израду новчаница и кованог новца, и у оквиру је Народне банке Србије. Прве новчанице штампане су 1930. године, а 1938. је почела производња кованог новца - освећење и пуштање у рад је одржано 7. септембра 1938.

## Занимљивости
Швајцарска је направила најмању кованицу на свету, од 2,96 мм, на којој је позната слика Алберта Ајнштајна који се плази. Тешка је 0,063 г и има номиналну вредност четвртине швајцарског франка. Направљено је само 999 кованица, а продаваће се за 199 франака, са посебном лупом.